# Totally Krossed Out
Totally Krossed Out – pierwszy album studyjny amerykańskiej grupy hip-hopowej Kris Kross.

## Lista utworów
1. „Intro Interview” – 0:51
2. „Jump” (Jermaine Dupri, The Corporation, Ohio Players) – 3:17
3. „Lil' Boys in da Hood” – 3:05
4. „Warm It Up” – 4:09
5. „The Way of Rhyme” – 2:59
6. „Party” (George Clinton, Jermaine Dupri, Gary Shider, Dave Spradley) – 4:03
7. „We're in da House” – 0:39
8. „A Real Bad Dream” – 1:58
9. „It's a Shame” – 3:48
10. „Can't Stop the Bum Rush” – 2:57
11. „You Can't Get With This” – 2:24
12. „I Missed the Bus” – 2:59
13. „Outro” – 0:43
14. „Party” (Krossed Mix) – 4:11
15. „Jump” (Extended Mix) – 5:10